# Diócesis de Quincy
La diócesis de Quincy (en latín: Dioecesis Quinciensis y en inglés: Roman Catholic Diocese of Quincy) fue una circunscripción eclesiástica de la Iglesia católica en Estados Unidos. Se trataba de una diócesis latina, sufragánea de la arquidiócesis de San Luis. Fue suprimida el 9 de enero de 1857 y restaurada como diócesis titular en 1995. Desde el 12 de enero de 2008 su obispo titular es Francis Joseph Christian.

## Territorio y organización
La diócesis extendía su jurisdicción sobre los fieles católicos de rito latino residentes en la parte central sur del estado de Illinois.
La sede de la diócesis se encontraba en la ciudad de Quincy.

## Historia

### Antecedentes
Durante el siglo XVII el actual Illinois formó parte de la colonia francesa de Nueva Francia. La diócesis de Quebec, con jurisdicción sobre la colonia, envió numerosos misioneros franceses a la región. Se estima que entre 15 000 y 20 000 nativos americanos conversos, así como tramperos y colonos franceses de toda la región de Illinois, recibieron la atención de estos misioneros jesuitas.
Tras la toma de Nueva Francia por los británicos en 1763, la arquidiócesis de Quebec conservó la jurisdicción sobre las misiones en la zona de Illinois. Sin embargo, la mayoría de los católicos franceses de la zona emigraron a Luisiana. En 1776 los recién declarados Estados Unidos reclamaron la soberanía sobre Illinois y el resto de la región del Medio Oeste.
Tras el fin de la Revolución de las Trece Colonias en 1783 el papa Pío VI erigió en 1784 la prefectura apostólica de los Estados Unidos, que abarcaba todo el territorio de la nueva nación. En 1785 el obispo John Carroll envió a su primer misionero a Illinois. En 1787 la zona pasó a formar parte del Territorio del Noroeste de los Estados Unidos. En 1789 Pío VI elevó la prefectura apostólica a diócesis de Baltimore, la primera diócesis de los Estados Unidos.
Con la erección de la diócesis de Bardstown en Kentucky en 1810, la supervisión de las misiones de Illinois se trasladó allí. Los inmigrantes católicos irlandeses y alemanes comenzaron a llegar a la región de Illinois a principios del siglo XIX. En 1827, la diócesis de San Luis asumió la jurisdicción sobre la mitad occidental de Illinois. En 1834 la Santa Sede erigió la diócesis de Vincennes, que abarcaba Indiana y el este de Illinois. La primera iglesia católica en Quincy, la de San Pedro, se inauguró en 1839.
En 1840 un grupo de católicos de Springfield solicitó a la Santa Sede el establecimiento de una diócesis en su ciudad, pero la solicitud fue denegada. En su lugar se erigió la diócesis de Chicago en 1843, con todo el territorio de Illinois separado de las diócesis de San Luis y Vincennes.

### Diócesis de Quincy
La diócesis de Quincy fue erigida el 29 de julio de 1853 mediante el breve In suprema militantis del papa Pío IX, obteniendo el territorio de la diócesis de Chicago. La nueva diócesis se convirtió en sufragánea de la arquidiócesis de San Luis. Joseph Melcher, vicario general de la arquidiócesis de San Luis, fue nombrado primer obispo de la nueva sede, pero no aceptó el nombramiento y la sede quedó vacante.
El 9 de enero de 1857 se decidió trasladar la sede de Quincy a Alton mediante el breve Jam alias Nos del papa Pío IX, ciudad situada en una región con una presencia católica mucho más numerosa que Quincy; y al mismo tiempo la diócesis asumió el nombre de diócesis de Alton.

### Diócesis titular
Desde el 1995 Quincy figura entre las sedes episcopales titulares de la Iglesia católica. Desde el 2 de abril de 1996 el obispo titular es Francis Joseph Christian, obispo auxiliar emérito de la diócesis de Mánchester.

## Episcopologio

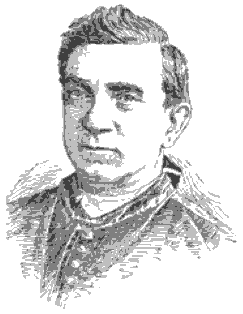
Joseph Melcher, obispo electo de Quincy

- Joseph Melcher (23 de julio de 1853-1853 no aceptó el nombramiento)
- Sede vacante (1853-1857)

### Obispos titulares
- Francis Joseph Christian, desde el 2 de abril de 1996